# Roscoe (groupe)
Pour les articles homonymes, voir Roscoe.
Roscoe est un groupe belge de rock. 
Il se compose de cinq musiciens principalement originaires de Liège : Ben Bovy (batterie), Luc Goessens (basse), Pierre Minet (guitare), Manu Delcourt (synthétiseur) et Pierre Dumoulin (guitare et chant). Le groupe possède à son actif quatre singles, deux extended play et trois albums studio.

## Historique

### 2009-2013
Le groupe est formé au lycée en 2009. Le groupe signe son premier album le 16 avril 2012 avec un label indépendant PIAS Group. Le premier single, Enemies, est diffusé par la radio nationale belge Pure FM et fait ensuite son entrée dans d'autres playlists nationales[réf. souhaitée]. Le premier titre, Lowlands, du premier album Cracks a le même succès de diffusion.
L'album Cracks est diffusé en Belgique et en France. Le groupe se produit au cours des mois qui suivent dans des festivals comme le Festival de Dour, les Ardentes, le Printemps de Bourges et les Francopholies. En mars 2013, Roscoe remporte l'Octave de la Musique dans la catégorie de l'« album de l'année ».

### 2015-2018
Le second album, Mont Royal, sort en avril 2015 et est produit par Luuk Cox. Les titres Fresh Start et Hands Off sont les plus diffusés sur les radios belges[réf. souhaitée]. Ce second album reçoit également le prix de l'album de l'année aux Octaves de la musique. Le groupe prépare son troisième album[réf. nécessaire]. Pierre Demoulin, leader de Roscoe est co-auteur de la chanson City Lights de Blanche dont la musique est composée par Dumoulin avec la collaboration d'Emmanuel Delcourt, claviériste du groupe. City Lights permet à la Belgique d'atteindre la quatrième place du concours Eurovision de la chanson 2017 avec un total de 363 points. Eliot Vassamillet représente la Belgique lors de l'édition 2019 du même concours. Pierre Demoulin est également auteur de Wake Up, le titre en compétition,.

## Discographie

### Albums studio
| Année | Titre      |
| ----- | ---------- |
| 2012  | Cracks     |
| 2015  | Mont Royal |
| 2022  | Folds      |

### Extended play
| Année | Titre                       |
| ----- | --------------------------- |
| 2009  | Things Trapped In Our Minds |
| 2016  | Magnetics Lungs             |

### Singles
| Année | Titre       |
| ----- | ----------- |
| 2012  | Enemies     |
| 2015  | Nights      |
| 2015  | Fresh Start |
| 2015  | Hands Off   |